# Jan Žižka (odbojář)
Jan Žižka (16. května 1907 Chrastiny – 3. března 1943 Pankrácká věznice, Praha) byl český odbojář. V roce 1933 se stal členem Komunistické strany Československa. Pro svou činnost byl během druhé světové války vězněn a nakonec umučen v Pankrácké věznici.

## Životopis
V letech 1937 až 1938 pracoval v Písku.  Za protektorátu se zapojil (jako instruktor II. a III. ilegálního ÚV KSČ) do protinacistického odboje na Písecku. Od roku 1941 se pohyboval v ilegalitě. V době, kdy byl pronásledován gestapem se ukrýval v Litovicích u manželů Bohuslava a Marie Langových a v Jenečku v rodině Karla Bočka staršího. Gestapem byl zatčen v noci z 22. února na 23. února 1943 spolu s celou rodinou Bočkových. Od 23. února 1943 byl brutálně vyslýchán v Petschkově paláci v Praze. Zemřel dne 3. března 1943 v Pankrácké věznici v Praze na následky mučení.
Jana Žižku udal gestapu komunistický funkcionář, velmi snaživý a výkonný tajný spolupracovník - konfident gestapa Jaroslav Fiala, který měl (za dobu svého zrádcovského působení) na svém kontě okolo 1.500 prozrazených lidí.

## Pamětní deska

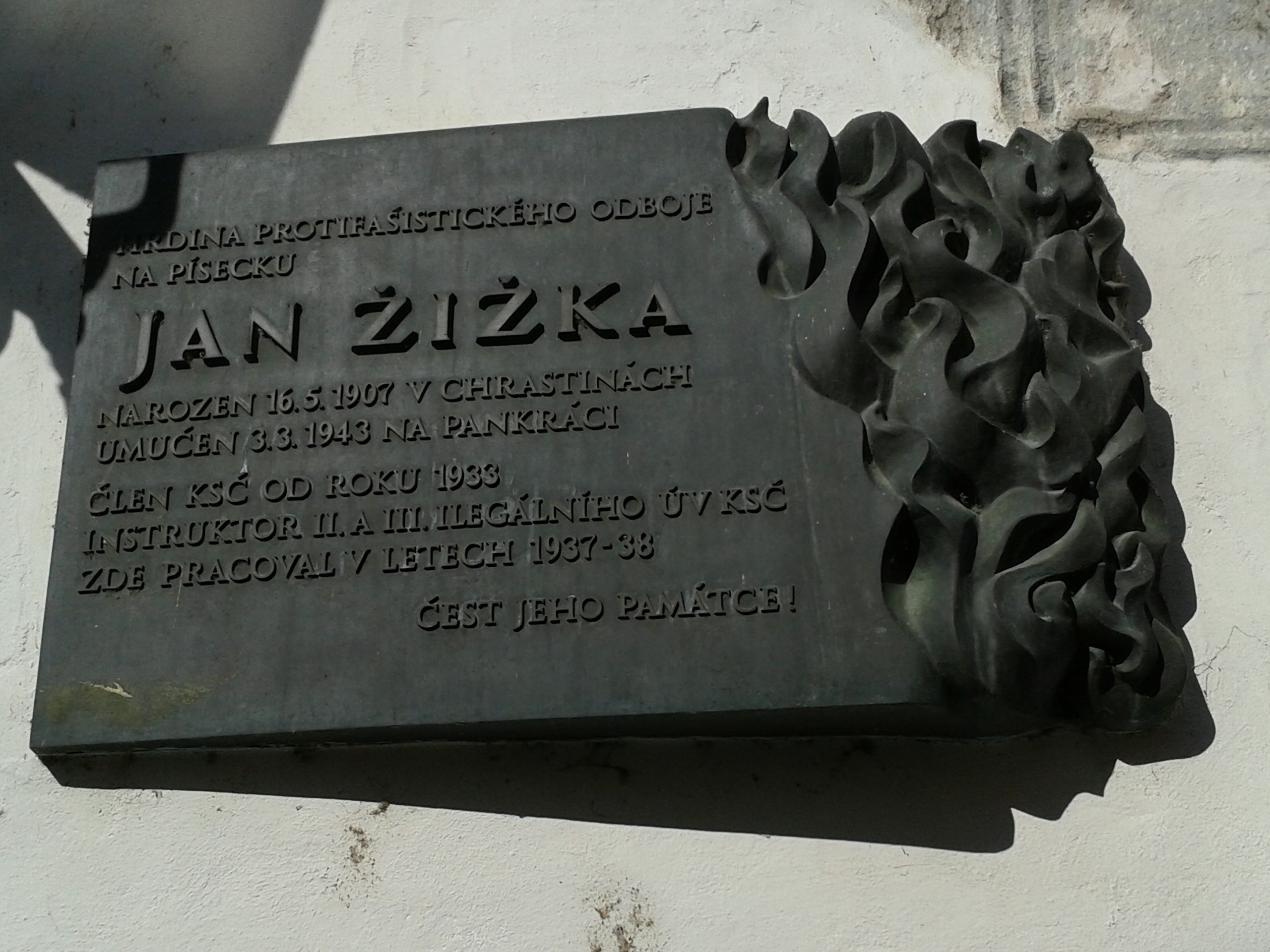
Pamětní deska Jana Žižky
v Písku, ulice Fráni Šrámka 131

Jeho pamětní deska se nachází na domě "U Koulí", v ulici Fráni Šrámka 131, Vnitřní Město, 39701 v jihočeském Písku, zhruba v místech, kde stávala Putimská brána.(GPS souřadnice: 49°18′23″ s. š., 14°08′48″ v. d.)
Na pamětní desce je nápis:
HRDINA PROTIFAŠISTICKÉHO ODBOJE
NA PÍSECKU
JAN ŽIŽKA
NAROZEN 16. 5. 1907 V CHRASTINÁCH
UMUČEN 3. 3. 1943 NA PANKRÁCI
ČLEN KSČ OD ROKU 1933
INSTRUKTOR II. A III. ILEGÁLNÍHO ÚV KSČ
ZDE PRACOVAL V LETECH 1937 – 38
ČEST JEHO PAMÁTCE!
text na pamětní desce